# Angkor
Angkor (kmersko អង្គរ, dob. 'glavno mesto', kmerska izgovorjava: [ʔɑŋkɔː]), znan tudi kot Jasodharapura (យសោធរបុរៈ; sanskrtsko यशोधरपुर), je bilo glavno mesto Kmerskega imperija. Mesto in imperij sta cvetela približno od 9. do 15. stoletja. V mestu je Angkor Vat, ena najbolj priljubljenih turističnih znamenitosti Kambodže.
Ime Angkor izhaja iz nokor (នគរ), kmerske besede, ki pomeni »kraljestvo«, ta pa iz sanskrta nagara (नगर), kar pomeni »mesto«. Angkorsko obdobje se je začelo leta 802 našega štetja, ko se je kmerski hindujski monarh Džajavarman II. razglasil za »univerzalnega monarha« in »božjega kralja«, in je trajalo do poznega 14. stoletja, ko je leta 1351 prvič padlo pod oblast Ajutaje. Kmerski upor leta 1431 proti Siamski oblasti je povzročil plenjenje Angkorja s strani Ajutaje, zaradi česar se je njegovo prebivalstvo selilo na jug v Longvek.
Ruševine Angkorja so sredi gozdov in obdelovalnih površin severno od Velikega jezera (Tonlé Sap) in južno od hribovja Kulen, blizu današnjega mesta Siem Reap (13°24′ N, 103°51′ E), v provinci Siem Reapu. Templjev na območju Angkorja je več kot tisoč, obseg pa sega od nevpadljivih kupov opečnih ruševin, raztresenih po riževih poljih, do Angkor Vata, ki naj bi bil največji verski spomenik na svetu. Številni templji v Angkorju so bili obnovljeni in skupaj predstavljajo najpomembnejše mesto kmerske arhitekture. Celotno območje, vključno z Angkor Vatom in Angkor Thomom, je kolektivno zaščiteno kot Unescova svetovna dediščina. Priljubljenost mesta med turisti predstavlja številne izzive za ohranjanje ruševin.
Leta 2007 je mednarodna skupina raziskovalcev s satelitskimi fotografijami in drugimi sodobnimi tehnikami ugotovila, da je bilo Angkor največje predindustrijsko mesto na svetu z izdelanim infrastrukturnim sistemom, ki je povezoval urbano območje na najmanj 1000 kvadratnih kilometrih do dobro znanih templjev v svojem jedru. Angkor velja za »hidravlično mesto«, ker je imelo zapleteno omrežje za upravljanje vode, ki se je uporabljalo za sistematično stabilizacijo, shranjevanje in razprševanje vode po celotnem območju. To omrežje naj bi se uporabljalo za namakanje, da bi nadomestili nepredvidljivo monsunsko sezono in tudi podprli naraščajoče prebivalstvo. Čeprav je velikost prebivalstva še vedno predmet raziskav in razprav, so na novo ugotovljeni kmetijski sistemi na območju Angkorja morda podpirali med 750.000 in milijon ljudi.

## Zgodovinski pregled

### Prestolnica Kmerskega imperija
Angkorsko obdobje se je morda začelo kmalu po letu 800 našega štetja, ko je kmerski kralj Džajavarman II. razglasil neodvisnost Kambujadese (Kambodža) od Jave. Po napisu Sdok Kok Thom:97:353–354   približno 781 je bila Indrapura prva prestolnica Džajavarmana II., ki je bila v Banteay Prei Nokorju, blizu današnjega Kompong Chama. Ko se je končno vrnil na svoj dom, nekdanje kraljestvo Chenla, je hitro zgradil svoj vpliv, osvojil vrsto tekmovalnih kraljev in leta 790 postal kralj kraljestva, ki so ga Kmeri imenovali Kambuja. Nato je svoj dvor preselil severozahodno v Mahendraparvata, v današnje gore Kulen, daleč v notranjost severno od velikega jezera Tonlé Sap.
Ustanovil je tudi mesto Hariharalaja (zdaj znano kot Roluos) na severnem koncu Tonlé Sapa. S programom vojaških akcij, zavezništev, porok in podeljevanja zemljišč je dosegel združitev države, ki je mejila na Kitajsko na severu, kraljestvo Champa (danes Srednji Vietnam) na vzhodu, ocean na jugu in kraj, označen s kamnom z napisom kot »dežela kardamoma in manga« na zahodu. Leta 802 je Džajavarman ubesedil svoj novi status tako, da se je razglasil za »univerzalnega monarha« (chakravartin) in v potezi, ki so jo posnemali njegovi nasledniki in ki ga je povezala s kultom Šive, prevzel epitet »bog-kralj« (devaradže). Pred Džajavarmanom je bila Kambodža sestavljena iz številnih politično neodvisnih kneževin, ki so jih Kitajci skupaj poznali pod imenoma Funan in Chenla.
Leta 889 se je na prestol povzpel Jasovarman. Velikega kralja in uspešnega gradbenika je slavil en napis kot »človeka leva; sovražnika je raztrgal s kremplji svoje veličine; njegovi zobje so bili njegova politika; njegove oči so bile Vede«. Blizu stare prestolnice Hariharalaja je Jasovarman zgradil novo mesto, imenovano Jasodharapura. Po tradiciji svojih predhodnikov je zgradil tudi ogromen rezervoar, imenovan baraj.
O pomenu takšnih zbiralnikov so razpravljali sodobni učenjaki, nekateri med njimi so v njih videli sredstvo za namakanje riževih polj, drugi pa so jih imeli za religiozno obremenjene simbole velikih mitoloških oceanov, ki obdajajo goro Meru, bivališče bogov. Goro je predstavljal dvignjen tempelj, v katerem je bil »bog-kralj« predstavljen z lingamom. V skladu s to kozmično simboliko je Jasovarman zgradil svoj osrednji tempelj na nizkem hribu, znanem kot Phnom Bakheng, ki ga je obdal z jarkom, ki se je napajal iz baraja. Zgradil je tudi številne druge hindujske templje in ašrame ali zatočišča za askete.
V naslednjih 300 letih, med letoma 900 in 1200, je Kmerski imperij ustvaril nekaj najveličastnejših arhitekturnih mojstrovin na svetu na območju, znanem kot Angkor. Večina jih je skoncentriranih na območju približno 24 km od vzhoda proti zahodu in 8,0 km od severa proti jugu, čeprav arheološki park Angkor, ki upravlja območje, vključuje tudi oddaljen Kbal Spean, približno 48 km proti severu. Približno 72 večjih templjev ali drugih stavb je najdenih na tem območju, ostanki več sto dodatnih manjših templjev pa so raztreseni po pokrajini onkraj.
Zaradi nizke gostote in razpršene narave srednjeveškega kmerskega poselitvenega vzorca Angkorju manjka uradna meja, zato je njegov obseg težko določiti. Vendar je določeno območje v velikosti vsaj 1000 km² onkraj večjih templjev opredeljeno s kompleksnim sistemom infrastrukture, vključno s cestami in kanali, ki kažejo na visoko stopnjo povezanosti in funkcionalne integracije z mestnim jedrom. Glede na prostorski obseg (ne glede na število prebivalcev) je to največja urbana aglomeracija v zgodovini pred industrijsko revolucijo, ki je zlahka presegla najbližjo trditev majevskega mesta Tikal. Na svojem vrhuncu je mesto zasedalo območje, večje od sodobnega Pariza, njegove stavbe pa uporabljajo veliko več kamna kot vse egipčanske strukture skupaj.

### Gradnja Angkor Vata
Glavni tempelj regije Angkorian, Angkor Vat, je med letoma 1113 in 1150 zgradil kralj Surjavarman II. Na prestol se je povzpel potem ko je zmagal v bitki z rivalskim princem. Napis pravi, da je med bojem Surjavarman skočil na bojnega slona svojega tekmeca in ga ubil, tako kot mitični ptičji človek Garuda ubije kačo.
Potem ko je utrdil svoj politični položaj z vojaškimi akcijami, diplomacijo in trdno domačo upravo, je Surjavarman začel graditi Angkor Vat kot svoj osebni tempeljski mavzolej. Ker je prelomil s tradicijo kmerskih kraljev in morda pod vplivom sočasnega vzpona višnavizma v Indiji, je posvetil tempelj Višnuju in ne Šivi. Z zidovi, dolgimi skoraj pol milje na vsaki strani, Angkor Vat veličastno prikazuje hindujsko kozmologijo, z osrednjimi stolpi, ki predstavljajo goro Meru, dom bogov; zunanje stene, gore, ki oklepajo svet in jarek, oceani onstran.
Tradicionalna tema istovetenja kmerskega dževaradže z bogovi in njegovega prebivališča z nebesniki je zelo očitna. Same meritve templja in njegovih delov v razmerju drug do drugega imajo kozmološki pomen. Surjavarman je dal stene templja okrasiti z nizkimi reliefi, ki prikazujejo ne le prizore iz mitologije, ampak tudi iz življenja njegovega kraljevskega dvora. V enem od prizorov je sam kralj upodobljen kot večji od svojih podložnikov, sedi s prekrižanimi nogami na dvignjenem prestolu in drži dvori, medtem ko ga skupina spremljevalcev poskrbi za udobje s pomočjo senčnikov in pahljač.

### Džajavarman VII.
Po smrti Surjavarmana okrog leta 1150 našega štetja je kraljestvo zapadlo v obdobje notranjih sporov. Njegovi sosedje na vzhodu, Chami v današnjem južnem Vietnamu, so leta 1177 izkoristili situacijo, da so začeli invazijo navzgor po reki Mekong in čez Tonlé Sap. Chamske sile so uspele opleniti kmersko prestolnico Jasodharapura in ubiti vladajočega kralja. Vendar je kmerski princ, ki naj bi postal kralj Džajavarman VII., zbral svoje ljudstvo in premagal Chame v bitkah na jezeru in na kopnem. Leta 1181 je Džajavarman prevzel prestol. Bil naj bi največji med angkorskimi kralji.
Nad ruševinami Jasodharapure je Džajavarman zgradil obzidano mesto Angkor Thom, pa tudi njegovo geografsko in duhovno središče, tempelj, znan kot Bayon. Niski reliefi v Bayonu ne prikazujejo samo kraljevih bitk s Chami, ampak tudi prizore iz življenja kmerskih vaščanov in dvorjanov. Džajavarman je nadzoroval obdobje najplodnejše gradnje Angkorja, ki je vključevalo gradnjo dobro znanih templjev Ta Prohm in Preah Khan, ki ju je posvetil svojim staršem.
Ta obsežen program gradnje je sovpadel s prehodom državne vere iz hinduizma v mahajanski budizem, saj je sam Džajavarman slednjega sprejel kot svojo osebno vero. Med Džajavarmanovo vladavino so hindujske templje spremenili v podobe Bude, Angkor Vat pa je za kratek čas postal budistično svetišče. Po njegovi smrti je oživitev hinduizma kot državne vere vključevala obsežno kampanjo oskrunjenja budističnih podob in se je nadaljevala, dokler se teravadski budizem ni uveljavil kot prevladujoča vera dežele od 14. stoletja.

### Zhou Daguan
Leta 1296 je v Angkor prišel kitajski diplomat Zhou Daguan, predstavnik dinastije Juan. Zhoujevo enoletno bivanje v kmerski prestolnici med vladavino kralja Indravarmana III. je zgodovinsko pomembno, saj je napisal še ohranjeno poročilo, Običaji Kambodže, na približno štiridesetih straneh, v kateri podrobno opisuje svoja opažanja kmerske družbe. Nekatere teme, ki jih je obravnaval v poročilu, so bile religija, pravičnost, kraljevanje, poljedelstvo, suženjstvo, ptice, zelenjava, kopanje, oblačila, orodje, vprežna živina in trgovina.
V nekem odlomku je opisal kraljevo procesijo, sestavljeno iz vojakov, številnih služabnic in priležnic, ministrov in princev ter končno »suverena, ki stoji na slonu in drži svoj sveti meč v roki«. Skupaj z napisi, ki so jih našli na angkorskih stelah, templjih in drugih spomenikih, ter z nizkimi reliefi v Bayonu in Angkor Vatu je Zhoujev dnevnik najpomembnejši vir informacij o vsakdanjem življenju v Angkorju. Poln živih anekdot in včasih neverjetnih opažanj civilizacije, ki se je Zhouju zdela barvita in eksotična, je tudi zabaven popotniški spomin.
- Bas-reliefi Angkorja

### Konec Angkorskega obdobja
Konec angkorskega obdobja je na splošno določen kot leto 1431, leto, ko so Angkor oplenili in izropali okupatorji Ajutaje, čeprav je bila civilizacija že v zatonu v 13. in 14. stoletju.   V 15. stoletju je bil skoraj ves Angkor zapuščen, razen Angkor Vata, ki je ostal budistično svetišče. Za upad in opustitev Angkorja je bilo predstavljenih več teorij:

#### Vojna s kraljestvom Ajutaja
Splošno prepričanje je, da je do opustitve kmerske prestolnice prišlo zaradi invazije Ajutaje. Nenehne vojne s Siamci so že v času Zhou Daguana proti koncu 13. stoletja izčrpale moč Angkorja. V svojih spominih je Zhou poročal, da je bila država popolnoma uničena zaradi takšne vojne, v kateri je moralo sodelovati celotno prebivalstvo.
Po propadu Angkorja leta 1431 je bilo veliko kipov odpeljanih v prestolnico Ajutaja.:139–40   Ljudje so odšli v novo središče kmerske družbe v Longveku južneje. Uradna prestolnica se je kasneje preselila, najprej v Oudong, približno 45 kilometrov od Phnom Penha v okrožju Ponhea Leu, nato pa na sedanje mesto Phnom Penh.

#### Erozija državne vere
Nekateri učenjaki so povezovali propad Angkorja s spreobrnitvijo Kmerskega imperija v teravadski budizem po vladavini Džajavarmana VII. in trdili, da je ta verski prehod spodkopal hindujski koncept kraljevanja, ki je podpiral angkorsko civilizacijo. Po mnenju učenjaka Angkorja Georgea Coedèsa je zanikanje končne resničnosti posameznika s strani teravadskega budizma oslabilo vitalnost kulta kraljeve osebnosti, ki je bil navdih za velike spomenike Angkorja. Ogromno prostranstvo templjev je zahtevalo enako veliko število delavcev za njihovo vzdrževanje; v Ta Prohmu kamnita rezbarija navaja, da je 12.640 ljudi servisiralo ta en sam tempeljski kompleks. Ne samo, da bi širjenje budizma lahko spodkopalo to delovno silo, ampak bi lahko vplivalo tudi na približno 300.000 kmetijskih delavcev, ki so potrebni, da bi jih vse nahranili.

#### Zanemarjanje javnih del
Po Coedèsu je oslabitev kraljeve vlade v Angkorju zaradi nenehne vojne in erozije kulta dževaradže spodkopala sposobnost vlade za izvajanje pomembnih javnih del, kot sta gradnja in vzdrževanje vodnih poti, ki so bistvenega pomena za namakanje riževih polj. od katerega je bilo odvisno preživetje velikega prebivalstva Angkorja. Posledično je angkorska civilizacija trpela zaradi zmanjšane gospodarske osnove, prebivalstvo pa se je bilo prisiljeno razkropiti.

#### Naravna katastrofa
Drugi učenjaki, ki so poskušali pojasniti hiter upad in zapuščenost Angkorja, so domnevali, da so naravne nesreče, kot so bolezni (bubonska kuga), potresi, poplave ali drastične podnebne spremembe, pomembni dejavniki uničenja. Študija drevesnih obročev v Vietnamu je ustvarila zapis zgodnjih monsunov, ki so šli skozi to območje. Iz te študije lahko razberemo, da so bili monsuni med 14. in 15. stoletjem oslabljeni in so jim sčasoma sledile ekstremne poplave. Njihova nezmožnost, da prilagodijo svojo poplavno infrastrukturo, je morda privedla do njenega morebitnega propada.
Nedavne raziskave avstralskih arheologov kažejo, da je bil upad morda posledica pomanjkanja vode, ki ga je povzročil prehod iz srednjeveškega toplega obdobja v malo ledeno dobo. Dendrokronološka raziskava LDEO je vzpostavila kronologijo drevesnih obročev, ki kaže na huda sušna obdobja v celinski jugovzhodni Aziji v zgodnjem 15. stoletju, kar povečuje možnost, da so kanali in rezervoarji Angkorja presahnili in končali širjenje razpoložljivih kmetijskih zemljišč.

### Obnova, zaščita in grožnje
Portugalski menih iz 16. stoletja António da Madalena je bil prvi evropski obiskovalec, ki je leta 1586 obiskal Angkor Vat. Do 17. stoletja Angkor Vat ni bil popolnoma zapuščen. Štirinajst napisov iz 17. stoletja priča o japonskih naselbinah poleg preostalih Kmerov. Najbolj znan napis govori o Ukondafu Kazufusi, ki je leta 1632 tam praznoval kmersko novo leto.
Medtem ko so Angkor poznali lokalni Kmeri in so ga pokazali evropskim obiskovalcem; Henriju Mouhotu leta 1860 in Anne Leonowens leta 1865, sicer je ostal zakrit z gozdom do konca 19. stoletja. Evropski arheologi, kot je Louis Delaporte in etnologi, kot je Adolf Bastian, so obiskali najdišče in ga popularizirali v Evropi. To je sčasoma privedlo do dolgega procesa restavriranja francoskih arheologov.
Od leta 1907 do 1970 je delo potekalo pod vodstvom École française d'Extrême-Orient, ki je izkrčila gozd, popravila temelje in namestila odtoke za zaščito stavb pred poškodbami zaradi vode. Poleg tega so strokovnjaki, povezani s šolo, vključno z Georgeom Coedèsom, Mauriceom Glaizejem, Paulom Musom, Philippeom Sternom in drugimi, sprožili program zgodovinskega učenja in interpretacije, ki je temeljnega pomena za trenutno razumevanje Angkorja.
Delo se je nadaljevalo po koncu kamboške državljanske vojne in od leta 1993 ga skupaj usklajujejo Indija, Nemčija, Japonska in Unesco prek Mednarodnega koordinacijskega odbora za zaščito in razvoj zgodovinskega mesta Angkor (ICC), medtem ko kamboško delo izvaja Organ za zaščito in upravljanje Angkorja in regije Siem Reap (APSARA), ustanovljen leta 1995. Nekatere templje so skrbno razstavili kamen za kamnom in jih ponovno sestavili na betonskih temeljih v skladu z metodo anastiloze.
Svetovni sklad za spomenike je pomagal Preah Khanu, Churning of Sea of Milk (49 metrov dolg reliefni friz v Angkor Watu), Ta Som in Phnom Bakheng. Mednarodni turizem v Angkorju se je v zadnjih letih znatno povečal, število obiskovalcev pa je do leta 2014 doseglo okoli 2 milijona na leto.[39] To povzroča dodatne težave pri ohranjanju, vendar je zagotovilo tudi finančno pomoč prizadevanjem za obnovo.
- Chau Say Tevoda
- Banteay Srei
- Preah Khan
- Ta Keo
- Ta Prohm

#### Padec vodne gladine
S povečano rastjo turizma v Angkorju se gradijo novi hoteli in restavracije, da bi se prilagodili takšni rasti. Vsak nov gradbeni projekt vrta pod zemljo, da doseže gladino vode, ki ima omejeno skladiščno zmogljivost. Ta zahteva glede podzemne vode bi lahko spodkopala stabilnost peščenih tal pod spomeniki v Angkorju, kar bi povzročilo razpoke, razpoke in zrušitve. Še slabše je, da se vrhunec turistične sezone ujema s sušnim obdobjem v Kambodži, kar vodi do prekomernega črpanja podtalnice, ko se ta naravno najmanj obnavlja.

#### Plenjenje
Ropanje je vedno večja grožnja arheološki pokrajini Angkor. Po APSARA, uradni kamboški agenciji, ki je zadolžena za nadzor nad upravljanjem Angkorja, se je »vandalizem pomnožil z neverjetno hitrostjo, ki zaposluje lokalno prebivalstvo za izvedbo dejanskih tatvin, težko oboroženi posredniki prevažajo predmete, pogosto v tankih ali oklepnih transporterjih, pogosto za prodajo čez kamboško mejo«.

#### Netrajnostni turizem
Naraščajoče število turistov, približno dva milijona na leto, izvaja pritisk na arheološka najdišča v Angkorju s hojo in plezanjem po (večinoma) spomenikih iz peščenjaka. Pričakuje se, da bo ta neposredni pritisk, ki ga ustvarja nenadzorovan turizem, v prihodnosti povzročil znatno škodo na spomenikih.
V mestih, kot je Angkor, je turizem neizogiben. Zato ekipa za upravljanje najdišča ne more izključno upravljati le-tega. Ekipa mora obvladovati pretok ljudi. Zahodni turizem v Angkor se je začel v 1970-ih. Spomeniki iz peščenjaka in Angkor niso narejeni za to vrsto povečanega turizma.
V nadaljevanju UNESCO in lokalne oblasti na mestu pripravljajo trajnostni načrt za prihodnost mesta. Od leta 1992 se UNESCO premika k ohranjanju Angkorja. Unesco je odkril na tisoče novih arheoloških najdišč, organizacija pa se je usmerila proti zaščitenim kulturnim območjem. Dve desetletji pozneje je več kot 1000 ljudi zaposlenih s polnim delovnim časom zaradi kulturne občutljivosti. Del tega gibanja za omejitev vplivov turizma je bilo odpiranje le določenih območij območja.
Vendar pa je večina previdnostnih ukrepov iz leta 1992 in pozivov k prihodnji uveljavitvi propadla. Tako na globalni kot lokalni ravni je bilo oblikovanje politik uspešno, implementacija pa zaradi več razlogov ni uspela saj so v Kambodži navzkrižja interesov. Čeprav je mesto za njih kulturno pomembno, je Kambodža revna država. Njegov BDP je nekoliko večji od afganistanskega.
Turizem je pomemben del kamboškega gospodarstva in zapiranje delov Angkorja, največje turistične destinacije v državi, ni možnost. Drug razlog izhaja iz nezmožnosti vlade, da bi se organizirala okoli lokacije. Kamboški vladi ni uspelo organizirati močne ekipe strokovnjakov za kulturo in arheologov, ki bi skrbela za to lokacijo.

#### COVID-19
Med pandemijo COVID-19 je pomanjkanje obiskovalcev povzročilo, da je 10.000 ljudi, zaposlenih v kamboški turistični trgovini, ostalo brez dela.

## Religiozna zgodovina
Zgodovinski Angkor je bil več kot kraj verske umetnosti in arhitekture. To je bilo prostor velikih mest, ki so služila vsem potrebam kmerskega ljudstva. Razen nekaj starih mostov so vsi preostali spomeniki verske zgradbe. V času Angkorja so bile vse neverske stavbe, vključno z rezidenco samega kralja, zgrajene iz pokvarljivih materialov, kot je les, »ker so imeli samo bogovi pravico do rezidenc iz kamna«. Podobno je bilo ogromno večina ohranjenih kamnitih napisov govori o verskih temeljih kraljev in drugih oblastnikov. Posledično je lažje napisati zgodovino angkorske državne religije kot pa pisati zgodovino katerega koli drugega vidika angkorske družbe.
Več verskih gibanj je prispevalo k zgodovinskemu razvoju religije v Angkorju:
- Avtohtoni verski kulti, pomešani s šivaizmom, vključno s tistimi, osredotočenimi na čaščenje prednikov in lingama;
- Kraljevski kult osebnosti, ki identificira kralja z božanstvom, značilen ne le za Angkor, ampak tudi za druge hindujske civilizacije v jugovzhodni Aziji, kot sta kraljestvo Champa in Java;
- Hinduizem, zlasti šivaizem, oblika hinduizma, osredotočena na čaščenje Šive in lingama kot simbola Šive, pa tudi višnuaizem, oblika hinduizma, osredotočena na čaščenje Višnuja;
- Budizem, tako v mahajanski kot teravadski različici.

### Pre-angkorska religija
Religija predangkorske Kambodže, Kitajcem poznan kot Funan (1. stol. n. št. do ok. Leta 550) in Chenla (ok. 550 – ok. 800 n. št.), je vključevala elemente hinduizma, budizma in avtohtonih kultov prednikov.
Templji iz obdobja Chenla nosijo kamnite napise, tako v sanskrtu kot v kmerščini, ki poimenujejo tako hindujska kot lokalna božanstva prednikov, med prvimi pa je Šiva. [50] Kult Harihare je bil viden; budizma ni bilo, ker ga je, kot je poročal kitajski romar Yi Jing, uničil »hudobni kralj«. Za vero Chenla je bil značilen tudi kult lingama ali kamnitega falusa, ki je zagotavljal plodnost skupnosti, v kateri so ga častili.

### Šiva in lingam
Kmerski kralj Džajavarman II., čigar prevzem oblasti okoli leta 800 n. št. pomeni začetek angkorskega obdobja, je ustanovil svojo prestolnico v kraju, imenovanem Hariharalaja (danes znan kot Roluos), na severnem koncu velikega jezera Tonlé Sap.  Harihara je ime božanstva, ki združuje esenco Višnuja (Hari) z esenco Šive (Hara) in je bilo zelo naklonjeno kmerskim kraljem.[52] Džajavarman II. je sprejel epitet "dževaradža" (bog-kralj) in je pomenil posebno povezanost monarha s Šivo.
Začetek angkorskega obdobja so zaznamovale tudi spremembe v verski arhitekturi. Med vladavino Džajavarmana II. so enoprostorna svetišča, značilna za Chenlo, zamenjali templji, zgrajeni kot niz dvignjenih ploščadi z več stolpi. Vse bolj impresivne tempeljske piramide so predstavljale goro Meru, domovanje hindujskih bogov, z jarki, ki obdajajo templje, pa so predstavljali mitološke oceane.
Običajno je lingam služil kot osrednja verska podoba angkorske tempeljske gore. Tempeljska gora je bila središče mesta, lingam v glavnem svetišču pa središče templja. Ime osrednjega lingama je bilo ime samega kralja v kombinaciji s pripono –esvara, ki je označevala Šivo. S čaščenjem lingama je bil kralj identificiran s Šivo in šivaizem je postal državna religija. 
Tako napis iz leta 881 nakazuje, da je kralj Indravarman I. postavil lingam z imenom Indresvara. Drugi napis nam pove, da je Indravarman na svojih dvorih postavil osem lingamov in da so bili poimenovani po »osmih elementih Šive«. Podobno je Rajendravarman, čigar vladavina se je začela leta 944 našega štetja, zgradil tempelj Pre Rup, katerega osrednji stolp je hranil kraljevi lingam, imenovan Rajendrabhadresvara.

### Višnaizem
V zgodnjih dneh Angkorja je bilo čaščenje Višnuja drugotnega pomena kot čaščenje Šive. Zdi se, da se je razmerje spremenilo, ko je kralj Surjavarman II. zgradil Angkor Vat kot svoj osebni mavzolej na začetku 12. stoletja. Osrednja verska podoba Angkor Vata je bila podoba Višnuja in napis identificira Surjavarmana kot Paramavišnuloka ali tisti, ki vstopi v nebeški svet Višnuja. Verski sinkretizem pa je v kmerski družbi ostal temeljit: državna vera šivaizma ni bila nujno razveljavljena s Surjavarmanovim obratom k Višnuju in tempelj je morda hranil kraljevi lingam.
Poleg tega obrat k vaišnaizmu ni razveljavil kulta kraljeve osebnosti Angkorja. s katerim so vladajočega kralja identificirali z božanstvom. Po besedah učenjaka Angkorja Georgesa Coedèsa je »Angkor Vat, če hočete, vaišnujevsko svetišče, vendar tam čaščeni Višnu ni bil starodavno hindujsko božanstvo niti ena od tradicionalnih inkarnacij božanstva, temveč kralj Surjavarman II., ki se je posmrtno identificiral z Višnujem, sosubstancialen z njim, prebiva v mavzoleju, okrašenem z gracioznimi figurami apsar, tako kot Višnu v svoji nebeški palači«. Surjavarman je razglasil svojo istovetnost z Višnujem, tako kot so njegovi predhodniki trdili, da je sosubstanciacija s Šivo.

### Mahajanski budizem
V zadnji četrtini 12. stoletja je kralj Džajavarman VII. radikalno odstopil od tradicije svojih predhodnikov, ko je sprejel mahajanski budizem kot svojo osebno vero. Džajavarman je prav tako naredil budizem za državno vero svojega kraljestva, ko je zgradil budistični tempelj, znan kot Bayon, v središču svoje nove prestolnice Angkor Thom. V znamenitih obraznih stolpih Bayona se je kralj predstavljal kot bodhisatva Avalokitešvara, ki ga je ganilo sočutje do njegovih podložnikov. Tako je Džajavarmanu uspelo ohraniti kult kraljeve osebnosti Angkorja, medtem ko je božansko komponento kulta identificiral z bodhisatvo in ne s Šivo.

### Obnova hinduizma
Obnova hinduizma se je začela okoli leta 1243 našega štetja s smrtjo naslednika Džajavarmana VII., Indravarmana II. Naslednji kralj, Džajavarman VIII., je bil šivaitski ikonoklast, ki se je specializiral za uničevanje budističnih podob in ponovno vzpostavitev hindujskih svetišč, ki jih je njegov slavni predhodnik spremenil v budiatična. Med obnovo so Bayon spremenili v tempelj Šive, njegov osrednji 3,6 metra visok kip Bude pa so odstranili na dno bližnjega vodnjaka. Povsod so kultne kipe Bude nadomestili lingami.

### Verski pluralizem
Ko je leta 1296 kitajski popotnik Zhou Daguan prišel v Angkor, je našel tri ločene verske skupine. Prevladujoča religija je bil teravadski budizem. Zhou je opazil, da so imeli menihi obrite glave in rumena oblačila. Budistični templji so navdušili Zhouja s svojo preprostostjo. Opozoril je, da so bile podobe Bude narejene iz pozlačenega mavca.
Zdi se, da sta bili drugi dve skupini, ki ju je opredelil Zhou, brahmani in šivaisti. O Brahmanih je imel Zhou le malo povedati, le da so bili pogosto zaposleni kot visoki uradniki. Za šivaiste, ki jih je imenoval taoisti, je Zhou zapisal, da je »edina podoba, ki jo častijo, kamniti blok, podoben kamnu, ki ga najdemo v svetiščih boga zemlje na Kitajskem«."

### Teravadski budizem
V 13. stoletju se je v Angkorju pojavil teravadski budizem, ki se je prenašal prek monskih kraljestev Dvaravati in Haripunchai. Postopoma je postal prevladujoča vera Kambodže in izpodrinil tako mahajanski budizem kot šivaizem. Praksa theravadskega budizma v Angkorju se nadaljuje vse do danes.

## Arheološko najdišče
Na območju Angkorja je veliko pomembnih arheoloških najdišč, vključno z naslednjimi: Angkor Thom, Angkor Vat, Baksei Chamkrong, Banteay Kdei, Banteay Samré, Banteay Srei, Baphuon, Bayon, Chau Say Tevoda, East Baray, East Mebon, Kbal Spean, Khleangs, Krol Ko, Lolei, Neak Pean, Phimeanakas, Phnom Bakheng, Phnom Krom, Prasat Ak Yum, Prasat Kravan, Preah Khan, Preah Ko, Preah Palilay, Preah Pithu, Pre Rup, Spean Thma, Srah Srang, Ta Nei, Ta Prohm, Ta Som, Ta Keo, Terasa slonov, Terasa gobavega kralja, Thommanon, West Baray, West Mebon. Drugo mesto v Mahendraparvati je bilo odkrito leta 2013.[69]

## Izrazi in fraze
- Angkor (អង្គរ ângkôr) je kmerska beseda, ki pomeni »mesto«. Je pokvarjena oblika besede nôkôr (នគរ), ki izhaja iz sanskrtske besede nagara.
- Banteay (បន្ទាយ bântéay) je kmerski izraz, ki pomeni »citadela« ali »trdnjava«, ki se uporablja tudi za obzidane templje.
- Baray (បារាយណ៍ baréayn) dobesedno pomeni »odprt prostor« ali »široka ravnica«, vendar se v kmerski arhitekturi nanaša na umetni rezervoar.
- Esvara ali Isvara (ईश्वर्)(ឥស្វរៈ ĕsvâreă /ឦស្សរៈ eisvâreă) je sansritski izraz, ki pomeni »bog«.
- Gopura (गोपुर) je sanskrtski izraz, ki pomeni »vhodni paviljon« ali »vrata«.
- Jaya (ជយ chôy /ជ័យ choăy) je predpona, ki izhaja iz sanskrta in pomeni »zmaga«.
- Phnom (ភ្នំ phnum) je kmerska beseda, ki pomeni »gora«.
- Prasat (ប្រាសាទ prasat) je kmerski izraz, ki izhaja iz sanskrta prāsāda in običajno pomeni »spomenik« ali »palača« in posledično »starodavni tempelj«.
- Preah (ព្រះ preăh) je kmerski izraz, ki pomeni »Bog«, »kralj« ali »vzvišen«. Lahko je tudi predpona, ki pomeni »sveto«. Izhaja iz sanskrta vara. (Preah Khan pomeni »sveti meč«)
- Srei (ស្រី srei) je kmerski izraz z dvema možnima pomenoma. Izvedeno iz sanskrta strī pomeni »ženska«, izpeljano iz sanskrta sirī pomeni »lepota«, »sijaj« ali »slava«.
- Ta (តា ta) je kmerska beseda, ki pomeni »dedek« ali v nekaterih okoliščinah »prednik«. (Ta Prohm pomeni »prednik Brahma«. Neak ta pomeni »predniki« ali »duhovi prednikov«.)
- Thom (ធំ thum) je kmerska beseda, ki pomeni »velik«. (Angkor Thom pomeni »veliko mesto«.)
- Varman (វរ្ម័ន vôrmoăn) je pripona iz sanskrta varman, kar pomeni »ščit« ali »zaščitnik«. (Surjavarman pomeni »ščiten s strani Surye, boga sonca«.)
- Vat (វត្ត vôtt) je kmerska beseda, izpeljana iz palijskega वत्त, vatta, kar pomeni (budistično) »tempelj«. (Angkor Vat pomeni »tempeljsko mesto«.)